# Adenia cissampeloides
Adenia cissampeloides là một loài thực vật có hoa trong họ Lạc tiên. Loài này được (Planch. ex Hook.) Harms mô tả khoa học đầu tiên năm 1897.